# Suburgatory
Suburgatory es una serie de televisión estadounidense de comedia que se estrenó el 28 de septiembre de 2011 en la cadena ABC. El nombre viene de la contracción de las palabras «suburbio» (suburban) y «purgatorio» (purgatory).
En España se estrenó el 13 de enero de 2012 con el título de Suburgatory (fuera de lugar) en el canal Cosmopolitan TV.
La serie fue renovada por la cadena ABC para una segunda temporada el 10 de mayo de 2012, y para una tercera temporada en mayo de 2013.
El 9 de mayo de 2014, la serie fue cancelada por ABC después de tres temporadas.

## Sinopsis
La serie sigue a un padre divorciado que, tras descubrir un paquete de condones en el cuarto de su hija de 15 años, decide abandonar Nueva York, y mudarse a un barrio residencial buscando darle una vida mejor. Sin embargo, este traslado hace que ella se pregunte si se han mudado al mundo de Stepford al ver lo perfecto que es todo, incluyendo a los nuevos vecinos que les darán la bienvenida a este callejón sin salida.

## Elenco y personajes

### Principales
- Jeremy Sisto es George Altman, un padre soltero y arquitecto de Nueva York, que decide mudarse a los barrios residenciales para que su hija Tessa tenga una vida mejor.
- Jane Levy es Tessa Altman, la hija de George, que no está especialmente contenta con su nuevo vecindario.
- Allie Grant es Lisa Marie Shay, la mejor amiga de Tessa y su vecina. Es una chica que no destaca en nada y con frecuencia su propia familia se burla de ella.
- Carly Chaikin es Dalia Oprah Royce, una chica superficial, materialista y bastante popular en el instituto, además de ser la antagonista de Tessa. No parece tener un gran sentido del humor.
- Rex Lee es Mr. Wolfe, el orientador juvenil del instituto que siempre está de buen humor.
- Alan Tudyk es Noah Werner, el mejor amigo de George. Es un dentista con una dentadura perfecta. Ayuda a que George se integre en su nuevo vecindario, tal como hizo él hace tiempo cuando decidió dejar la ciudad.
- Ana Gasteyer es Sheila Shay (recurrente, episodios 1–13; principal, episodios 14–final de la serie), la vecina chismosa de George y Tessa que vive al otro lado de la calle. Es la esposa dominante de Fred y la madre controladora de Lisa.
- Cheryl Hines es Dallas Royce, la madre de Dalia. Además de ser amiga de George, deja insinuar que quiere algo más que una simple amistad con él.

### Recurrentes
- Chris Parnell es Fred Shay, marido de Sheila y padre de Lisa y Ryan.
- Parker Young es Ryan Shay, estrella del equipo de fútbol americano y hermano mayor de Lisa, la cual se siente avergonzada de él. Mantiene una relación algo peculiar con Tessa.
- Abbie Cobb es Kimantha, una de las amigas de Dalia.
- Kara Pacitto y Katelyn Pacitto son Kenzie y Kaitlin, amigas de Dalia y hermanas gemelas. Junto a Kimantha forman un grupo al que Tessa denomina las "KKK".
- Maestro Harrell es Malik, el chico de color del instituto. Tras trabajar en el periódico del instituto con Lisa, se convierte en un buen amigo suyo.
- Arden Myrin es Jocelyn, una camarera del club de campo que se siente atraída por George y le acosa.
- Jay Mohr es Steven Royce, padre de Dalia.
- Gillian Vigman es Jill Werner, la esposa de Noah.
- Thomas McDonell es Scott Strauss, un chico del que Dalia se enamora y que mantiene una relación con Tessa.
- Alicia Silverstone es Eden, novia de George y madre de alquiler del bebé de Noah y Jill.
- Bunnie Rivera es Carmen, la asistenta de Dallas.

## Producción
La serie apareció en octubre de 2010 en la parrilla de proyectos en desarrollo de la cadena ABC. El 14 de junio de 2011, ABC encargó el piloto, escrito por Emily Kapnek y dirigido por Michael Fresco, quienes también ejercieron de productores ejecutivos.
En febrero de 2011 empezó a anunciarse el reparto, siendo Jane Levy la primera actriz elegida, la cual interpretaría a Tessa Altman, una adolescente de Manhattan criada por su padre soltero, George, y que odia la idea de vivir en las afueras de la gran ciudad. El siguiente en incorporarse fue Alan Tudyk en el papel de Noah Werner, el amigo de George en la universidad, un dentista que se trasladó a los barrios residenciales unos años antes. Luego, Allie Grant se unió a la serie como Lisa Shay, una chica socialmente inadaptada que se convierte en la mejor amiga de Tessa. Jeremy Sisto y Carly Chaikin fueron los siguientes en sumarse al reparto, con Sisto interpretando a George Altman, el padre de Tessa que la traslada de Manhattan a las afueras, y con Chaikin en el papel de Dalia Royce, la vecina superficial de Tessa que se convierte en su enemiga en el instituto. Cheryl Hines fue el siguiente fichaje como Dallas Royce, una ama de casa perfecta y madre de Dalia. Ella le dice a George que su ausente marido (Jay Mohr) "viaja mucho". Rex Lee fue el último actor en incorporarse, en el papel de Mr. Wolf, el consultor del colegio de Tessa. Originalmente iba a ser un actor invitado, pero tras el piloto se convirtió en intérprete habitual.
Ana Gasteyer, conocida por su trabajo en Saturday Night Live, interpreta a la dominante vecina de los Altman, Sheila Shay, a la que intentan evitar infructuosamente. Asimismo, Chris Parnell interpreta a su marido Fred, más "normal" que ella. Los Shay tienen dos hijos: Lisa, que es lo más cercano a una amiga que tiene Tessa, y Ryan  (Parker Young).
El 13 de mayo de 2012, ABC encargó la serie, la cual se estrenaría en el otoño de la temporada 2011-2012. Suburgatory se estrenó finalmente el 28 de septiembre de 2011. Tras un pedido inicial de 11 episodios, ABC encargó una temporada completa de Suburgatory el 13 de octubre de 2011. El 16 de diciembre de 2011 se anunció que Alicia Silverstone tendría un papel recurrente como Eden, un posible interés amoroso para George. De este modo Silverstone y Jeremy Sisto volverían a trabajar juntos tras la película de 1995 Clueless.
El 23 de marzo de 2012 ABC anunció la renovación de la serie para una segunda temporada. La serie fue emitida los miércoles tras Modern Family.

### Canción principal
La canción que suena en los títulos de crédito, «Pleasant Nightmare», fue escrita por Jared Faber y Emily Kapnek y fue interpretada por Alih Jey.

## Episodios
| Temporada | Temporada | Episodios | Episodios | Emisión original         | Emisión original    |
| Temporada | Temporada | Episodios | Episodios | Primera emisión          | Última emisión      |
| --------- | --------- | --------- | --------- | ------------------------ | ------------------- |
|           | 1         | 22        | 22        | 28 de septiembre de 2011 | 16 de mayo de 2012  |
|           | 2         | 22        | 22        | 17 de octubre de 2012    | 17 de abril de 2013 |
|           | 3         | 13        | 13        | 15 de enero de 2014      | 14 de mayo de 2014  |

## Recepción
La serie fue recibida favorablemente, con una mayoría de críticas positivas y una puntuación de 70 sobre 100 en la web Metacritic.
El estreno fue un éxito de audiencia, consiguiendo un 3.3 en los demográficos de 18-49, con un total de 9,81 millones de espectadores en Estados Unidos.

### Premios y nominaciones
| Año  | Premio                           | Categoría                                         | Resultado |
| ---- | -------------------------------- | ------------------------------------------------- | --------- |
| 2012 | People's Choice Award            | Nueva comedia de TV favorita, Suburgatory         | Nominada  |
| 2012 | Critics' Choice Television Award | Mejor actriz secundaria de comedia, Cheryl Hines  | Nominada  |
| 2013 | Critics' Choice Television Award | Mejor actor de comedia, Jeremy Sisto              | Nominado  |
| 2013 | Critics' Choice Television Award | Mejor actriz secundaria de comedia, Carly Chaikin | Nominada  |
| 2013 | Teen Choice Awards               | Comedia de TV favorita, Suburgatory               | Nominada  |